# Ekoï (peuple)
Pour les articles homonymes, voir Ekoï.
Les Ekoï sont une population d'Afrique de l'Ouest et centrale, vivant au sud du Nigeria, dans l'État de Cross River, également de l'autre côté de la frontière dans la région du Sud-Ouest du Cameroun. Ils sont étroitement liés aux Efik et aux Ibibio.

## Ethnonymie
Selon les sources et le contexte, on rencontre notamment les formes suivantes : Eafen, Edjagam, Edjarem, Ejagham, Ejaghams, Ejam, Ekoïs, Ekoy, Ezam, Iyako, Koï, Njagham.

## Langue
Leur langue est l'ekoï (ou ejagham), une langue bantoue. En 2000 le nombre de locuteurs était estimé à 116 700, dont 67 300 pour le Nigeria et 49 400 pour le Cameroun.

## Culture

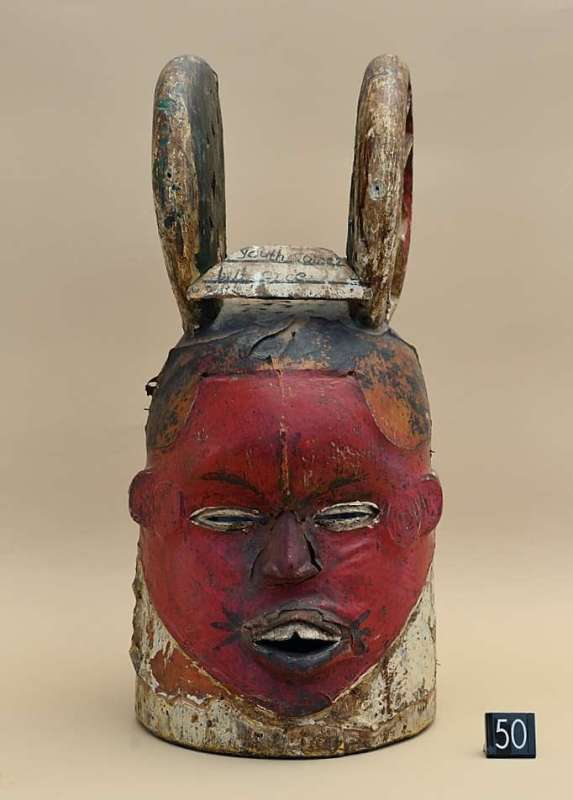
Masque du Nigeria
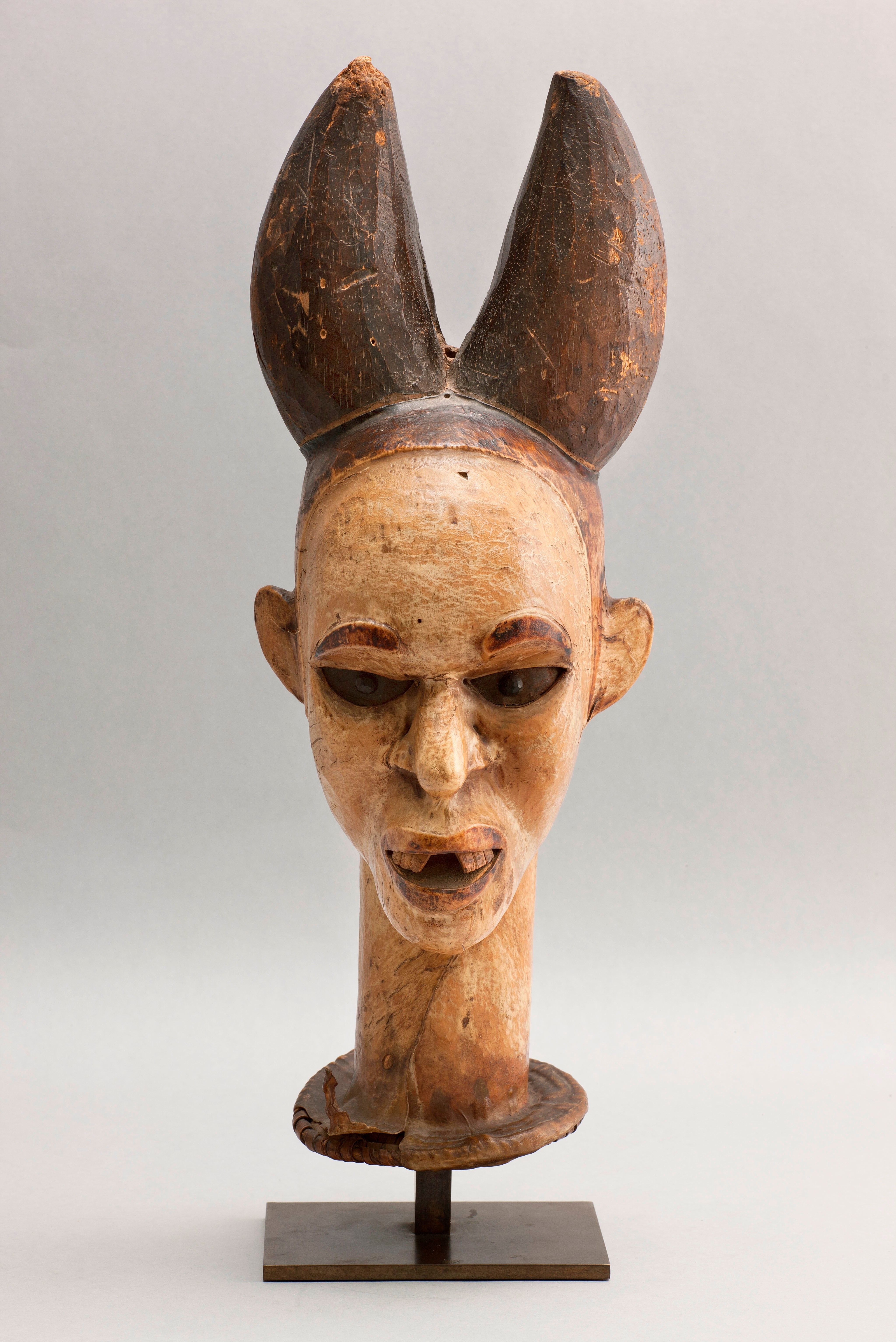
Masque du Nigeria
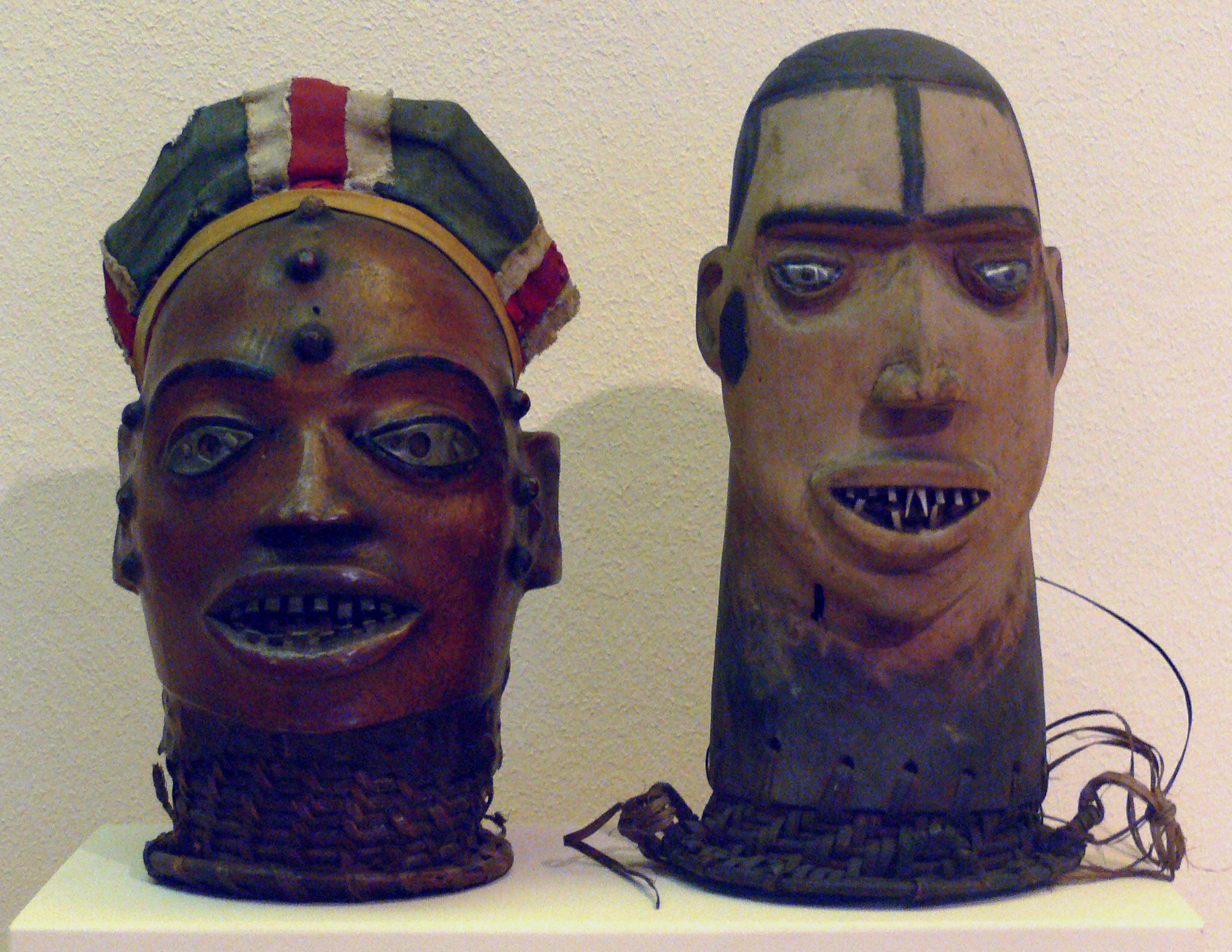
Masques du Cameroun
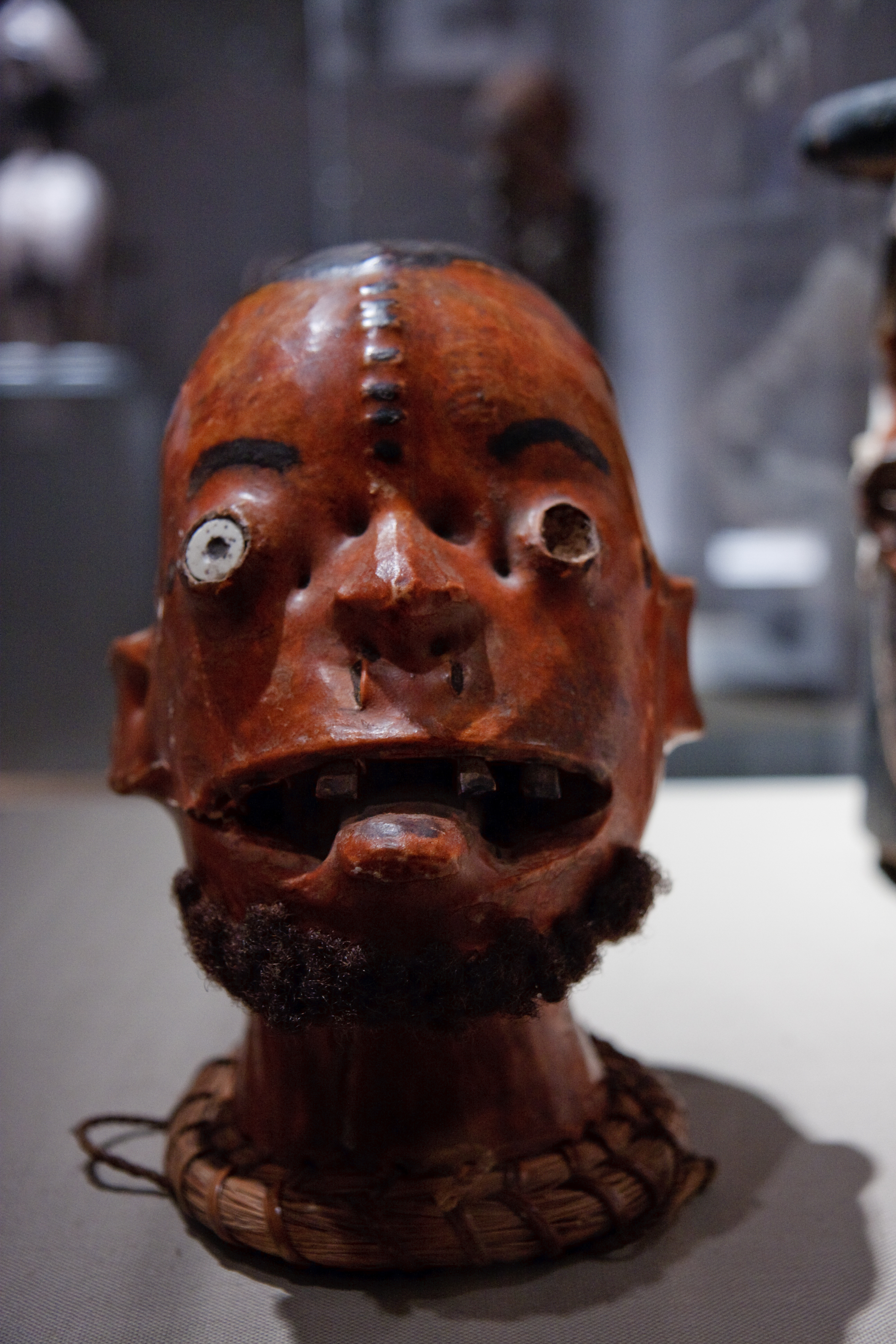
Masque
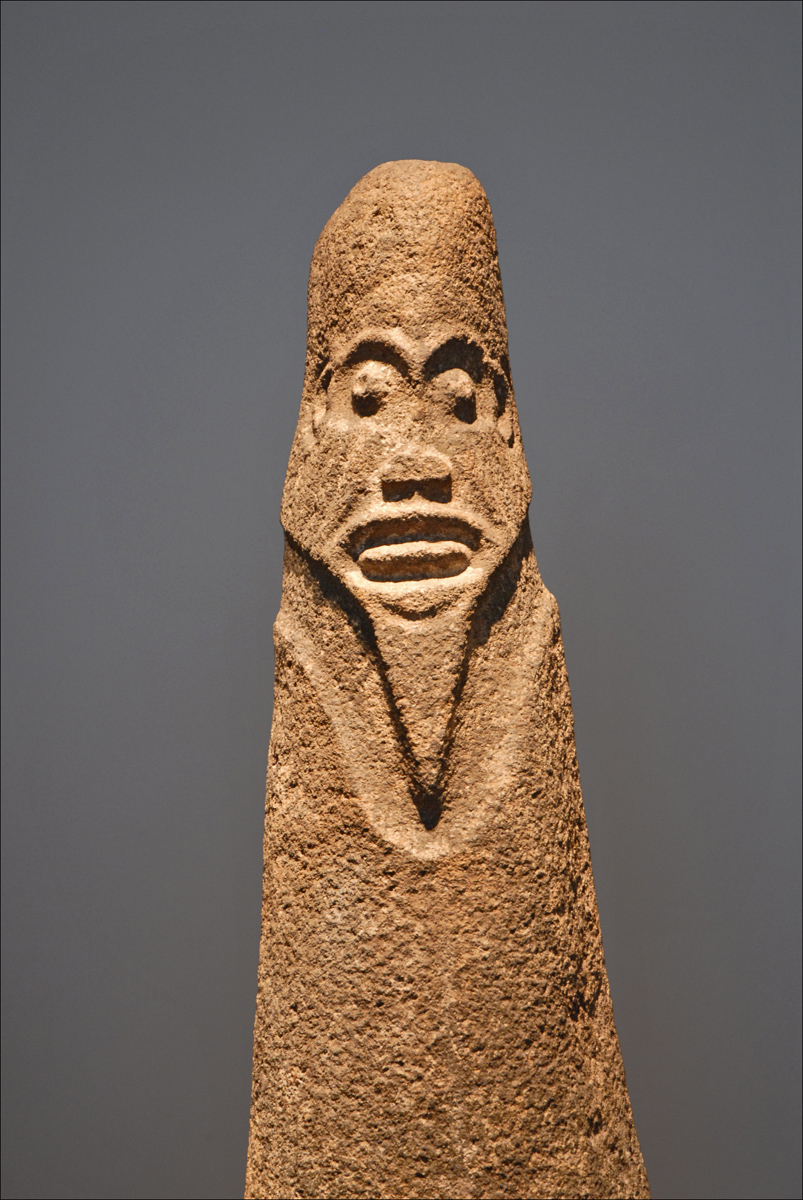
Sculpture du Nigeria